# Iksan
Iksan (Iksan-si; 익산시; 益山市), è una città della provincia sudcoreana di Jeolla Settentrionale.
A Iksan si possono visitare il tempio di Mireuksa, patrimonio mondiale dell'umanità, e il Museo nazionale di Iksan.